# Scotland, Pa.
Scotland, Pa. es una película de 2001 escrita y dirigida por Billy Morrissette basada en Macbeth de William Shakespeare. La película es interpretada por James LeGros, Maura Tierney y Christopher Walken. La tragedia de Shakespeare, ambientada originalmente en el castillo Dunsinane en la Escocia del siglo once, es trasplantada en forma de comedia de humor negro al año 1975, en el "Duncan's Cafe", un restaurante de comida rápida de una pequeña ciudad de Scotland (Pensilvania). La elección de Pennsylvania fue elegida arbitrariamente, coincide con la ciudad de verdad.
Macbeth es presentado como "Joe 'Mac' McBeth" (LeGros), lady Macbeth como "Pat McBeth" (Tierney), Duncan como el dueño del café "Norm Duncan" (James Rebhorn), Macduff como el "Teniente Ernie McDuff" (Walken) y Banquo como el cocinero "Anthony 'Banko' Banconi" (Kevin Corrigan). Las tres brujas son presentadas como tres bohemias (Amy Smart, Timothy "Speed" Levitch, Andy Dick).
La película fue nominada al Gran Premio del Jurado en el Festival de Cine de Sundance de 2001.
La banda sonora está formada por canciones de Bad Company, según Morrissette el catálogo fue "sorpresivamente barato de comprar". Morrissette además indicó, en el DVD, que parte del diálogo de Tierney son dichos que ella usa. Morrissette, quien estaba casado con Tierney en ese entonces, comentó que esto es porque escuchó esas palabras o frases mientras escribía el guion.